# Speedhub 500/14

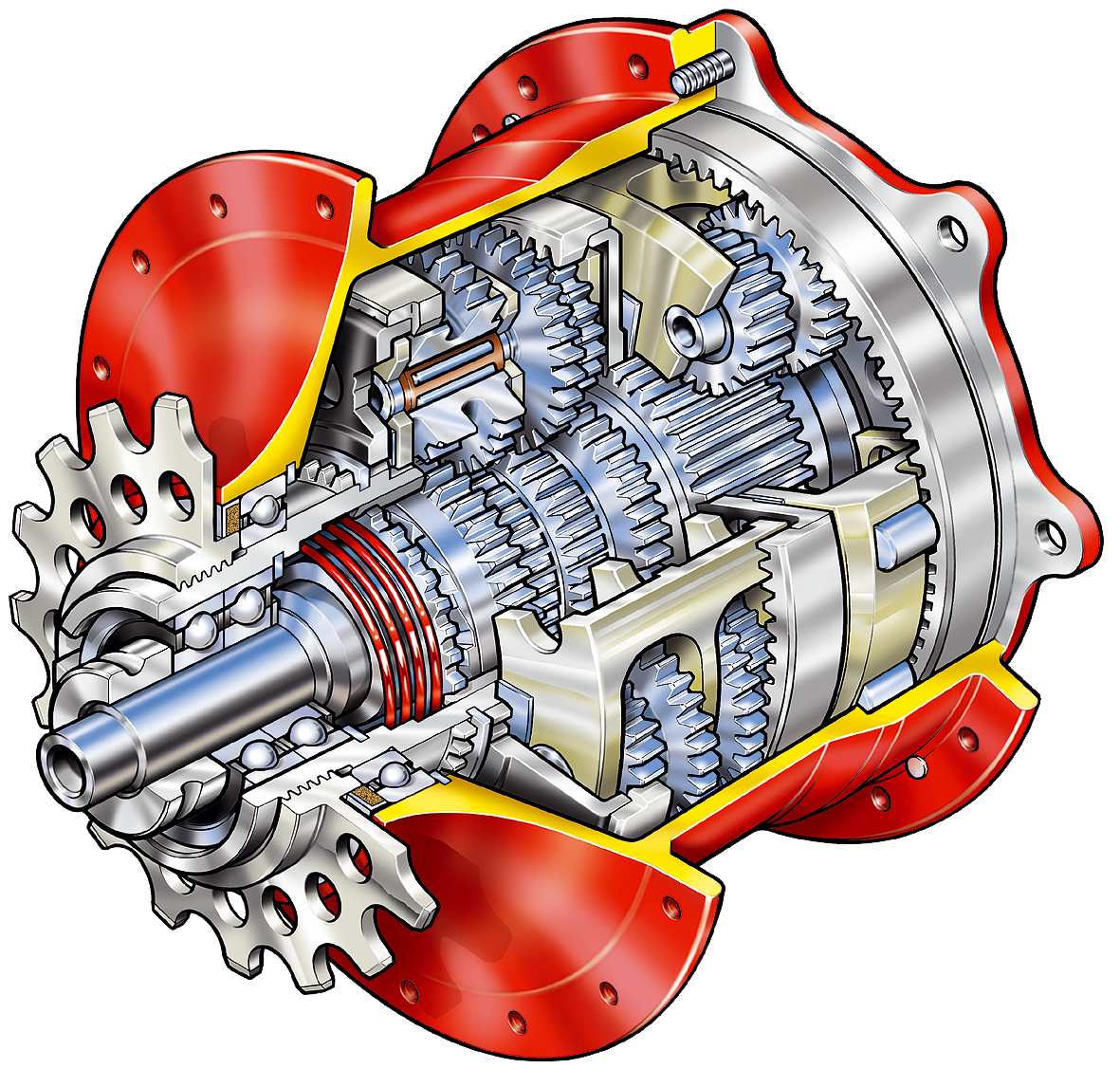
Doorsnede tekening van de naaf

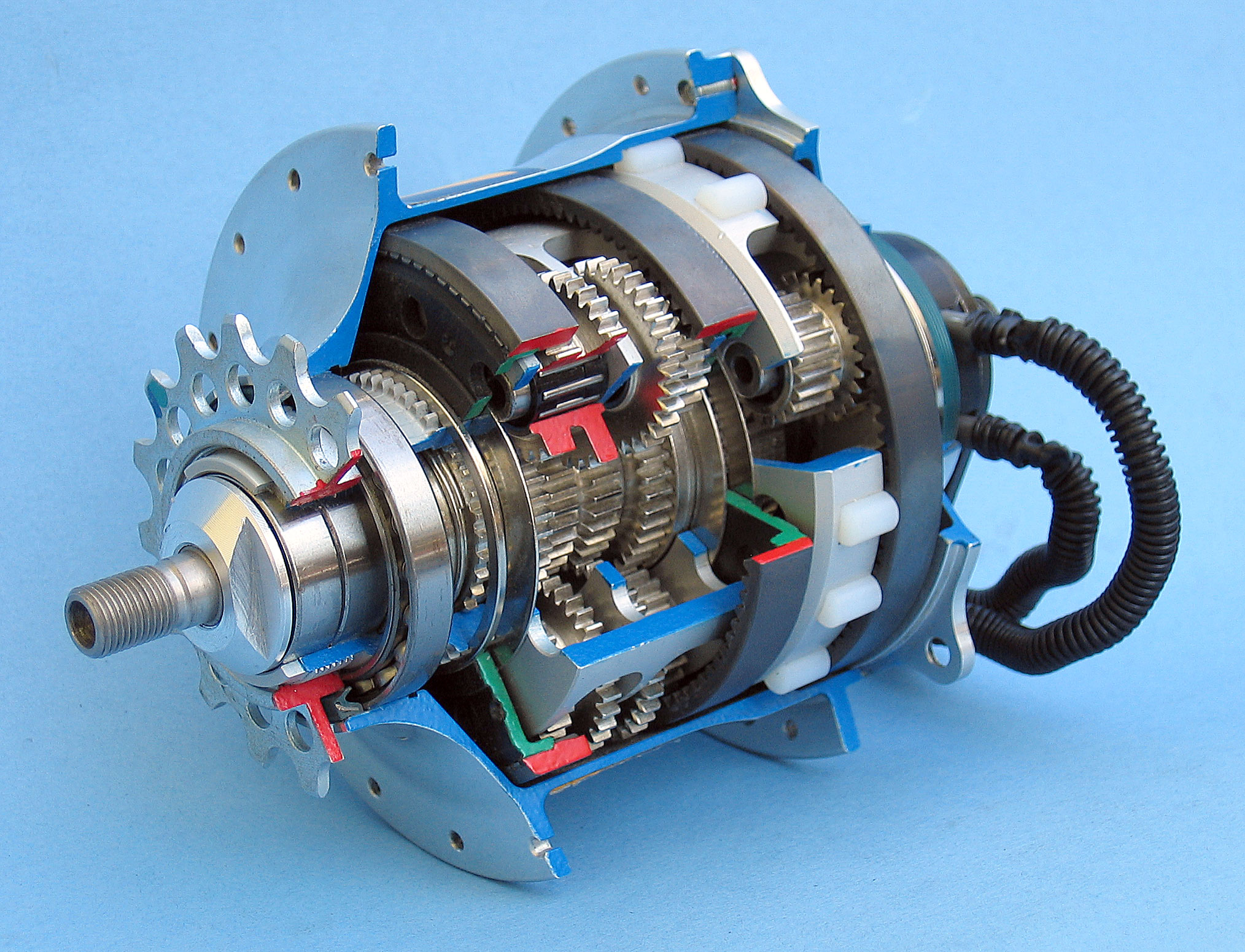
Foto van een opengewerkte naaf

De fietsnaaf Speedhub 500/14 van de Duitse firma Rohloff was de eerste naafversnelling met meer dan 12 versnellingen. De eigenaar, Bernhard Rohloff, had in 1994 het idee een naaf te bouwen die de voordelen van een derailleurversnelling en een naafversnelling combineert en waarbij deze ongevoelig is voor vuil en zout water. In 1997 werden de eerste prototypes van de naaf getest en in 1999 is de serieproductie begonnen.

## Versies
Er worden verschillende versies van de naaf geproduceerd:
- TS (Touring Schroefas)
- DB (Disc Brake, schijfrem)
- CC (Cross Country, velgrem)
- EX (externe schakelaansturing)
- OEM (original equipment manufacturer, voor eerst-montage, alleen voor Rohloff uitvaleind)
- OEM2 (als OEM, voor frames met schijfrem-opname volgens internationale standaard (IS 2000))
- T (Tandem)

De naven zijn in gepolijst aluminium, rood of zwart geanodiseerd leverbaar.

## Techniek

### Opbouw
In de naaf werken drie achter elkaar geschakelde planeetmechanismes. Met de eerste twee planeetstelsels worden zeven versnellingen verkregen en door in- en uitschakelen van het derde stelsel wordt dit aantal verdubbeld. In tegenstelling tot andere naafversnellingen zijn bij de Speedhub niet alleen de aandrijfas en het naafhuis gelagerd, maar alle planeetwielen zijn met naaldlagers gelagerd om zo een hoger rendement te verkrijgen. Als een van de enige achternaven wordt de Speedhub gesmeerd met een oliebad (dompelsmering), waarmee een duurzame smering van alle onderdelen wordt verkregen, Deze techniek wordt ook gebruikt door Shimano in de Alfine naaf.
| Versnelling  | 1     | 2     | 3     | 4     | 5     | 6     | 7     | 8     | 9     | 10    | 11    | 12    | 13    | 14    |
| ------------ | ----- | ----- | ----- | ----- | ----- | ----- | ----- | ----- | ----- | ----- | ----- | ----- | ----- | ----- |
| Overbrenging | 0,279 | 0,316 | 0,360 | 0,409 | 0,464 | 0,528 | 0,600 | 0,682 | 0,774 | 0,881 | 1,000 | 1,135 | 1,292 | 1,467 |

### Montage

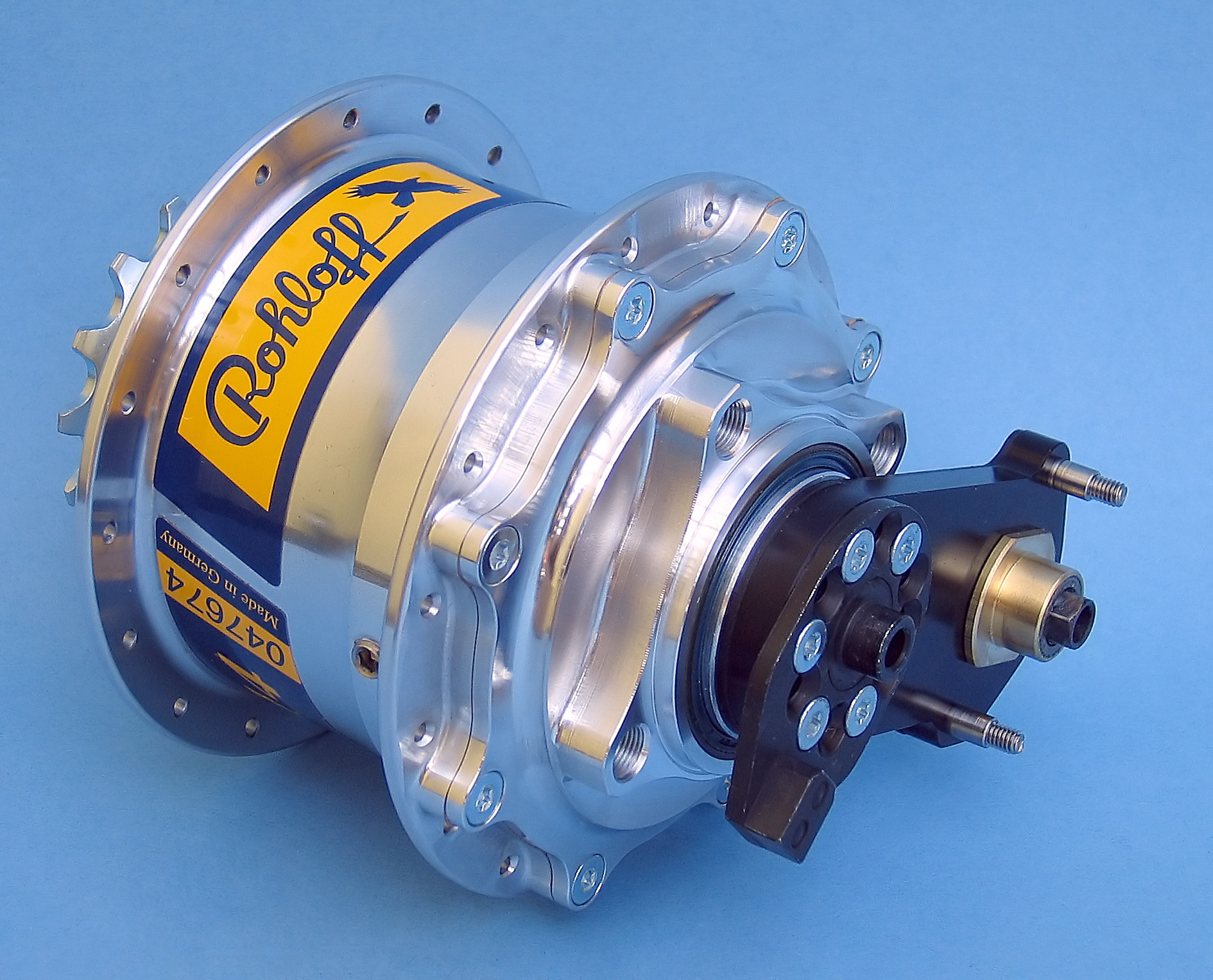
Detailaanzicht van de naaf

Het verschil in draaimoment tussen de ingang van de naaf, het tandkransje of -wiel, en de uitgang, de spaken van het achterwiel, moet zoals bij elke naafversnelling op de achtervork van het frame worden afgesteund. Dit kan met een speciaal gevormd uitvaleind (OEM versie) of de hierboven weergegeven draaimoment-steun gebeuren. Beide voorkomen het verdraaien van de as van het wiel tijdens het fietsen.
Het schakelmechanisme wordt met twee bowdenkabels via een draaibare versteller bediend. De kliks voor de versnellingen zijn bij de Speedhub in de naaf geïntegreerd. In vergelijking met het gebruikelijke schakelmechanisme waarbij de kliks in het schakelhandvat zitten is hier de instelling van de kabels naar de handgreep minder belangrijk. Alleen de versnellingsaanduiding, met cijfers op de handgreep, klopt dan niet maar de naaf blijft goed schakelen. Bij een zeer grote afwijking in de afstelling van de kabels kan het voorkomen dat de schakelgreep tegen zijn aanslag loopt voordat de eerste of laatste versnelling wordt bereikt. De juiste instelling van de kabelspanning is voor een juiste functie van de naaf niet direct nodig, maar ze beïnvloedt wel de precisie van het schakelen. Bij te weinig speling kunnen de kabels zwaar lopen en gaat het schakelen zwaar, het is mogelijk dat de naaf dan niet juist schakelt.
De draairichting voor het schakelen naar een grotere of kleinere versnelling is vrij te kiezen, voor beide richtingen is er een schakelhandvat. Het is nodig het handvat aan de rechterkant te monteren, anders staat de versnellingsaanduiding op het handvat verkeerd om.
De breedte van de achtervork is 135 mm. De naaf weegt, afhankelijk van de uitvoering, tussen 1700 g (CC) en 1825 g (CC DB). In de naaf hoort 25 ml olie te zitten voor de smering. Volgens opgave van de fabrikant moet de olie elk jaar of iedere 5.000 kilometer worden vervangen.
Het tandwiel op de naaf is voor fietsketting 1/2 x 3/32"(ISO 082) geschikt en is verkrijgbaar met 13/15/16/17 tanden, de laatste 3 zijn als symmetrisch en om te draaien. Hoe zwaar er moet worden getrapt, kan worden veranderd door het achtertandwiel te vervangen. Het grootst mogelijk tandkransje achter, dat kan worden gemonteerd, heeft 17 tanden. Om dan nog lichter te kunnen trappen, moet voor een kleiner tandblad worden gemonteerd.
De naaf wordt symmetrisch ingespaakt, waardoor de spaakbelasting beduidend minder is dan bij een derailleurnaaf. Voor de extra stevigheid is het ook nog mogelijk voor een naaf voor een wiel met extra veel, 48, spaken te kiezen.
Afhankelijk van de uitvaleinden aan het frame wordt de ketting op verschillende manieren opgespannen: Bij frames voor naafversnelling met de gebruikelijke horizontaal naar voor open uitvaleinden is het verstelbereik groot genoeg om de ketting middels het verschuiven van de achteras te spannen. Bij korte uitvaleinden, die worden gebruikt op frames voor derailleurversnelling, is een kettingspanner met veer nodig. Hetzelfde geldt ook voor fietsen met een geveerd achterwiel, hierbij verandert meestal de afstand tussen trapas en achteras bij het inveren.

## Gewicht
Het gewicht van de naaf kan niet direct met dat van een derailleurnaaf worden vergeleken. Er zijn minder, dunnere en kortere spaken nodig dan bij een derailleurversnelling. De ketting is korter, het tandwielpakket komt te vervallen en er is slechts één voorblad nodig. Alles bij elkaar opgeteld is de Speedhub maar iets zwaarder dan een derailleurversnelling. Hierbij moet de naaf vergeleken worden in zijn toepassingsgebied; fietsen voor normaal gebruik, vakantiefietsen of mountainbikes. Racefietsen zijn wel lichter, maar de Speedhub is niet gemaakt voor racefietsen en zodanig niet vergelijkbaar.
Een vergelijking met een hoogwaardige derailleurversnelling, Shimano XT:

## Voordelen

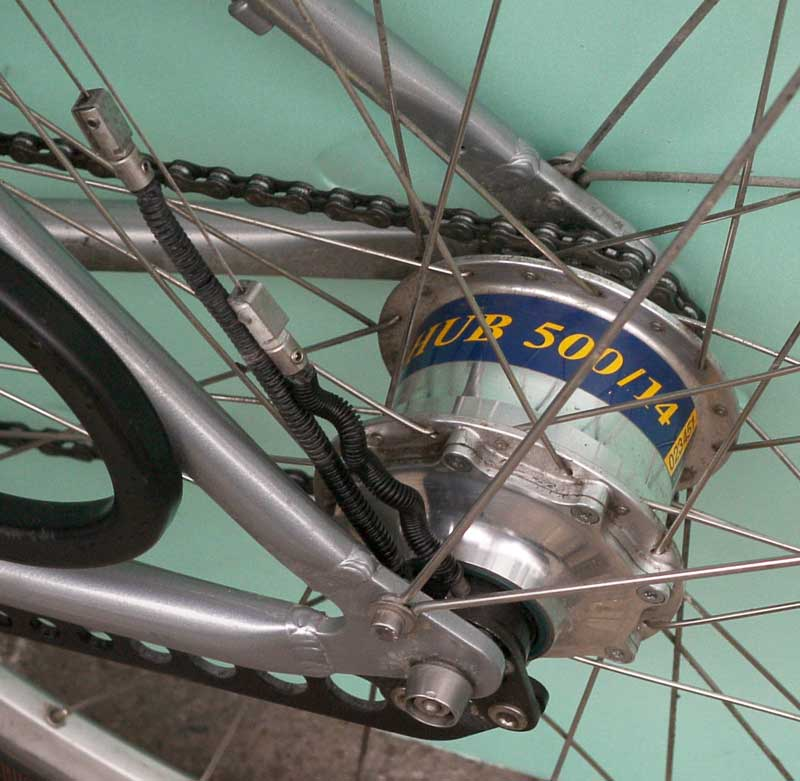
Speedhub 500/14 in ingebouwde situatie

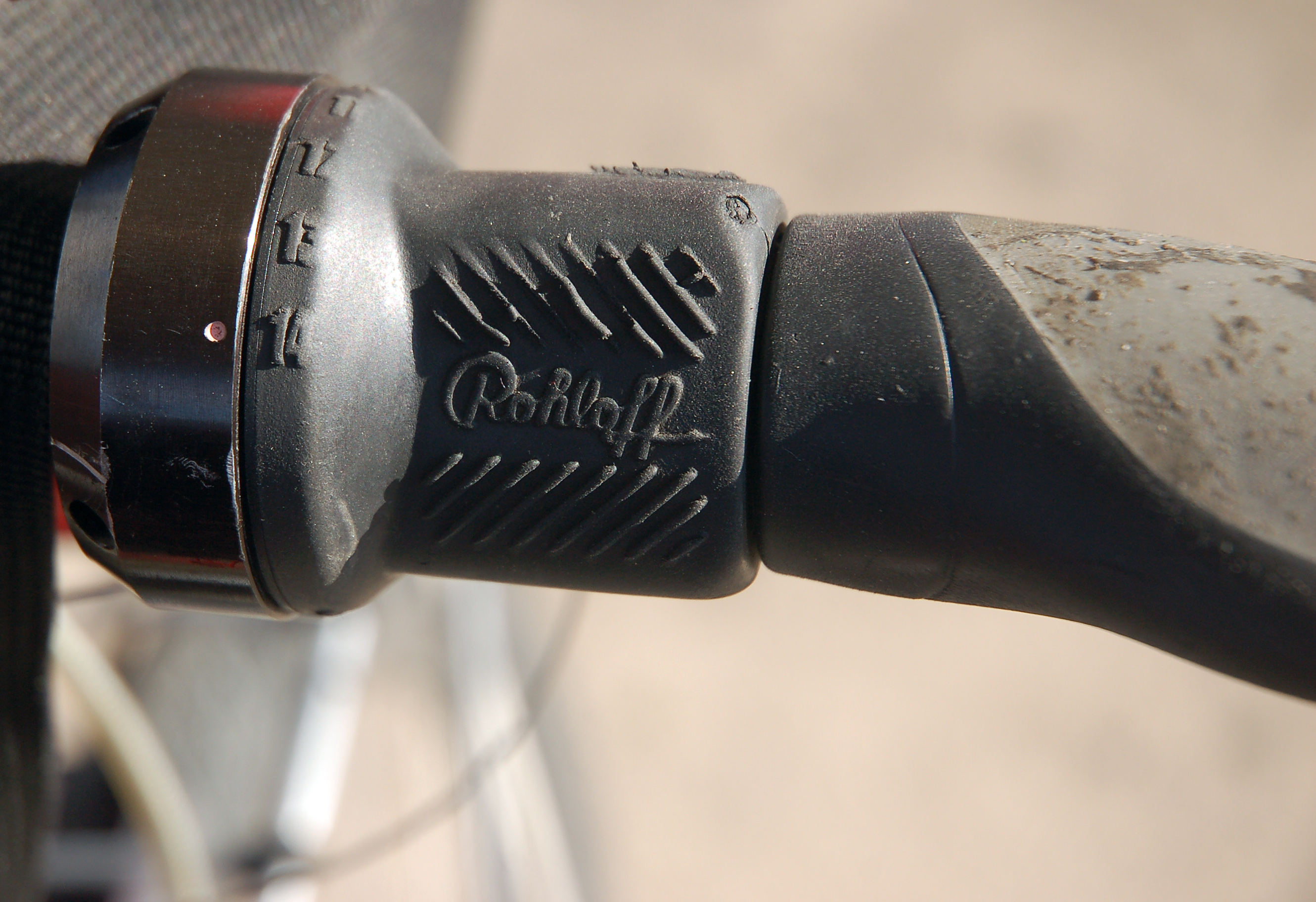

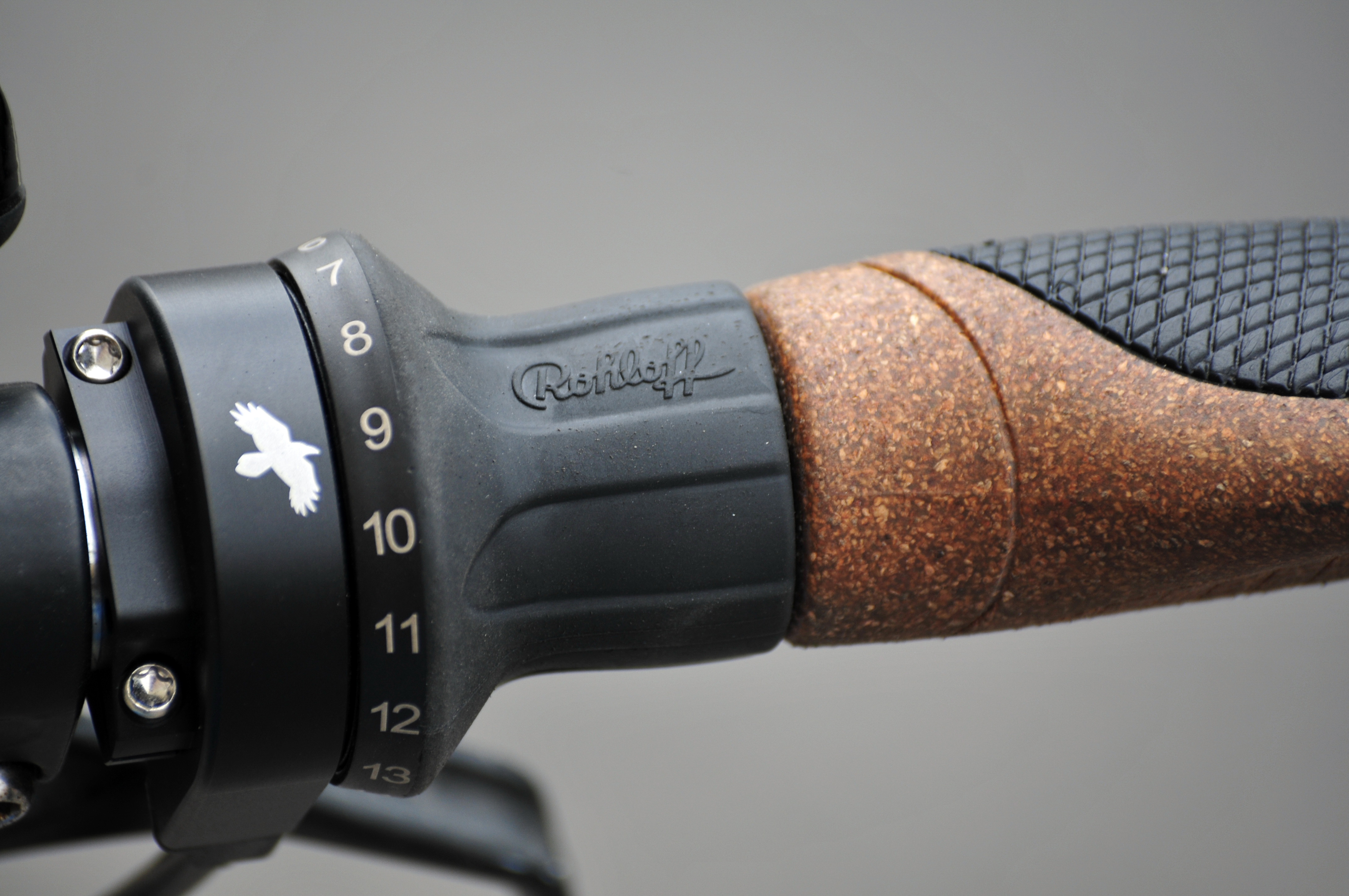

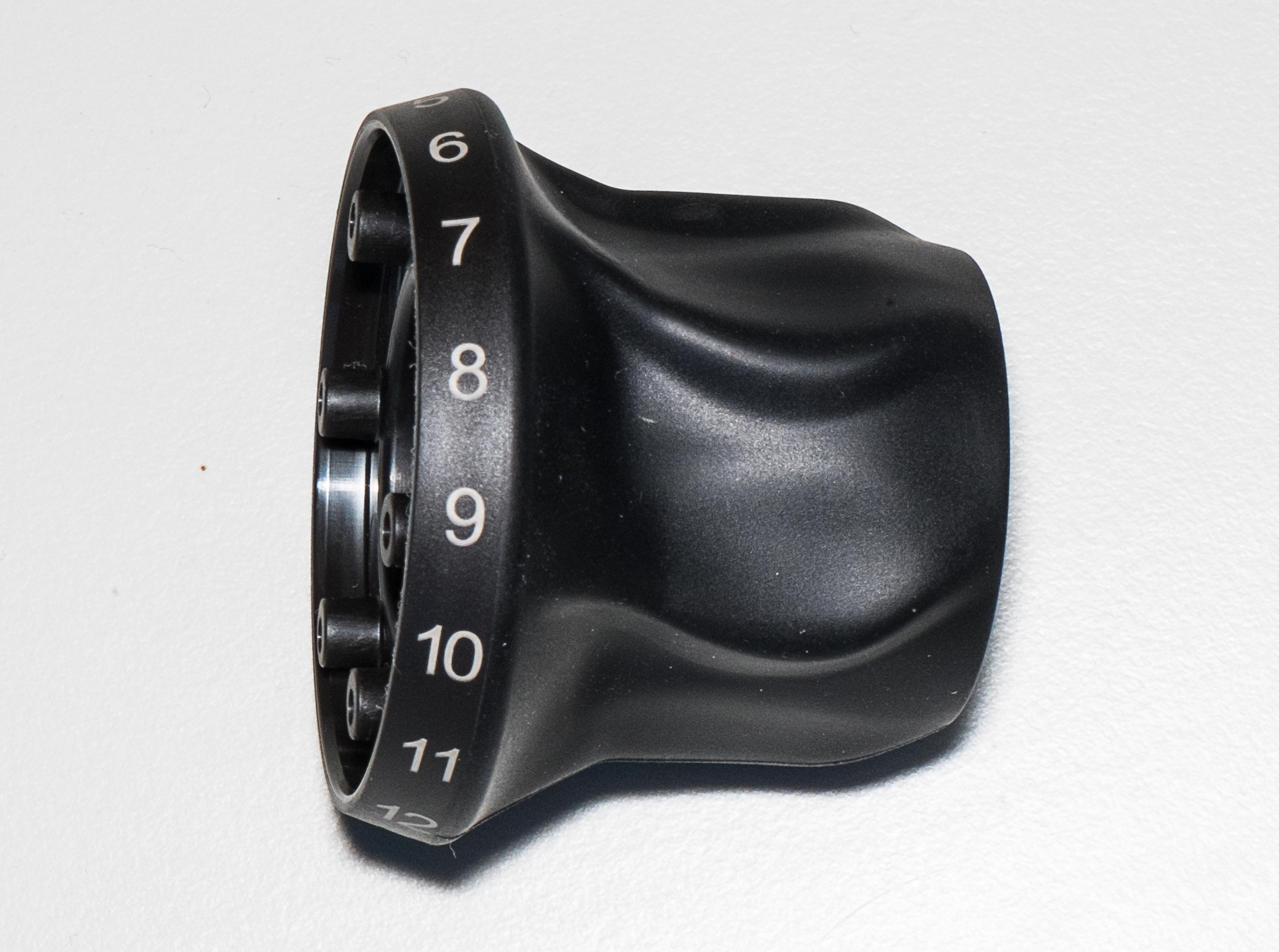

- Compacte gesloten opbouw, geen extra schakelmechaniek of derailleurs, er is slechts één voorblad nodig zodat eventueel een kettingkast kan worden gemonteerd .
- De kettinglijn, onafhankelijk van de gekozen versnelling, kan optimaal worden gehouden. Zo ontstaat er minder slijtage aan ketting, voorblad en achterkransje en het rendement blijft hoog.
- Vuil en water beïnvloeden de werking van het schakelen niet.
- De naaf wordt symmetrisch ingespaakt zodat er minder spaakbelasting ontstaat. Hierdoor komt spaakbreuk minder voor.
- In vergelijking met andere naafversnelling heeft de speedhub een groter bereik, 526%, en een gelijkmatige schakelsprong van 13,6% tussen iedere versnelling. De Speedhub is hiermee het eerste moderne versnellingssysteem met een constant verloop.
- Vanuit stilstand te schakelen.

## Nadelen
- Aanschafkosten, de naaf kost ongeveer 900 euro
- Het schakelen gaat, zeker wanneer de versteller nat is, stroef.
- Bij het langzaam, of onder grote belasting, schakelen van 7-8 of 8-7 kan de naaf kortstondig in de 11e (oudere exemplaren 14e) versnelling komen.
- Het rendement ligt ca. 2% lager dan een hoogwaardig derailleursysteem.
- In sommige versnellingen kan het geluid dat uit de naaf komt storend zijn.
- Bij vervoer in het vliegtuig kan er iets olie uit de naaf lopen door het luchtdrukverschil tijdens het stijgen. Het is aan te bevelen de remschijf voor de vlucht te verwijderen of te beschermen tegen olie.
- De schakelgreep is niet met alle stuurtypes te gebruiken. Er zijn speciaal deelbare race-sturen waarop de Rohloff greep gezet kan worden, maar die zijn meestal breed en het aanbod is zeer beperkt.
- Bij het defect raken van de naaf kan men zelf zeer weinig doen, en is men volledig afhankelijk van de service van de fabrikant.

## Technische gegevens
| Flensafstand:                                 | 60 mm, symmetrisch        |
| Flensdiameter (bij spaakgaten):               | 100 mm                    |
| Aantal spaken:                                | 32                        |
| Diameter bij uitvaleind:                      | 9,8 mm                    |
| Olie:                                         | 25 ml                     |
| Tandkrans schroefdraad:                       | M34 x 6 P6, tolerantie H6 |
| Kettinglijn:                                  | 54 mm                     |
| Verdraaiing van de handgreep per versnelling: | 21°                       |
| Kabelverschuiving per versnelling:            | 7,4 mm                    |